# الزاوية (نينوى)
الزاوية هي إحدى قرى ناحية القيارة في محافظة نينوى، وتقع على بعد حوالي 67 كم عن مدينة الموصل.